# Junior H
Junior H, pseudonimo di Antonio Herrera Pérez (Cerano, 23 aprile 2001), è un cantante messicano.

## Biografia
Cruisin' with Junior H (2020), terzo album in studio, è stato certificato quintuplo platino latino dalla Recording Industry Association of America per le 300 000 unità equivalenti. È seguito l'LP Musica <3, certificato doppio platino latino.
Sad Boyz 4 Life (2021) è stato il suo primo LP a fare l'entrata nella Billboard 200. Mi vida en un cigarro 2 (2022), invece, è triplo platino latino e si è fermato al 138º posto della classifica.
La traccia Lady Gaga, tratta dall'LP di Peso Pluma Génesis, è divenuta la sua prima numero uno nella Mexico Songs. Sad Boyz 4 Life II, uscito nell'ottobre 2023, ha segnato il miglior posizionamento del cantante nella graduatoria LP statunitense (14º posto).

## Discografia

### Album in studio
- 2019 – Mi vida en un cigarro
- 2020 – Atrapado en un sueño
- 2020 – Cruisin' with Junior H
- 2020 – Musica <3
- 2020 – Las 3 torres (con Natanael Cano e Ovi)
- 2021 – Sad Boyz 4 Life
- 2022 – Mi vida en un cigarro 2
- 2022 – Contingente
- 2023 – Sad Boyz 4 Life II

### Singoli
- 2019 – Vivo a mi manera
- 2019 – En mis dedos un gallito (feat. Esteban Gabriel)
- 2019 – Disfruto lo malo (con Natanael Cano)
- 2019 – El de la H
- 2020 – Paso en Culiacán (con Natanael Cano)
- 2021 – La bestia
- 2021 – Nací para amarte
- 2021 – Empresa Fly Club
- 2022 – 12 rifles
- 2022 – El hijo mayor
- 2022 – El plumas
- 2022 – Vamos para arriba (con Gabito Ballesteros)
- 2022 – El rescate (con il Grupo Marca Registrada)
- 2022 – Ojos tumbados (con Alto Linaje)
- 2022 – El pana (con Compa Steve)
- 2022 – Loco enamorado (con Edgardo Nuñez)
- 2022 – Ciudad peligrosa (con Edgardo Nuñez)
- 2022 – Intenciones malas (con Dan Sanchez)
- 2022 – En Paris (con El Chachito)
- 2023 – Fin de semana (con Óscar Maydon)
- 2023 – El azul (con Peso Pluma)
- 2023 – Ya corazón (con Gabito Ballesteros)
- 2023 – Tronando ligas (con Grupo Firme)
- 2023 – El tsurito (con Gabito Ballesteros e Peso Pluma)
- 2023 – Abcdario (con Eden Muñoz)
- 2023 – Cuerno mio (con Óscar Maydon)
- 2023 – El patrocinador (con Grupo Firme)
- 2023 – Bipolar (con Peso Pluma e Jasiel Nuñez)
- 2023 – En altavoz (con Grupo Frontera)
- 2023 – Skin de bandida (con Óscar Maydon e Gabito Ballesteros)
- 2023 – Guerreros aztecas
- 2023 – Mafiosa (con Grupo Marca Registrada)
- 2023 – Rompe la dompe (con Peso Pluma e Óscar Maydon)
- 2024 – A tu manera (con Peso Pluma)
- 2024 – Un desperdicio (con Rels B)
- 2024 – Volver al futuro (con Óscar Maydon)
- 2024 – Smith (con Chino Pacas e i Fuerza Regida)
- 2024 – Close Friends (con Alemán e Gera MX feat. Cozy Cuz)
- 2025 – Mal de amores (con Myke Towers e The Rudeboyz)
- 2025 – El hombre del equipo (con Grupo Máximo Grado)
- 2025 – El chore (con Gael Valenzuela)

## Tournée
- 2024 – Sad Boyz Manía USA Tour